# Zhongwei
Zhongwei (chiń. 中卫; pinyin Zhōngwèi) – miasto o statusie prefektury miejskiej w Chinach, w regionie autonomicznym Ningxia.

## Podział administracyjny
Prefektura miejska Zhongwei podzielona jest na:
- dzielnicę: Shapotou,
- 2 powiaty: Zhongning, Haiyuan.